# Stena 4Runner Mk II
Stena 4Runner Mk II ist eine Klasse von drei RoRo-Schiffen, die zwischen 2000 und 2003 bei Dalian Shipyard in Dalian, China gebaut wurden.
Entworfen wurden die Schiffe von Stena Teknik, Knud E. Hansen, Deltamarin und Steen Friis Design. Sie besitzen die Eisklasse 1A. Der Entwurf beruht auf der zuvor gebauten 4Runner I-Klasse, allerdings wurde er um 12,5 Meter verlängert, wodurch die Transportfähigkeit um rund 300 Spurmeter auf 3000 erhöht wurde.
Seit 2025 werden zwei der Schiffe des Typs, die Stena Foreteller und die Stena Forerunner, bei China Merchants Jinling Shipyard umgebaut. Die Schiffe werden mit einem zusätzlichen Deck ausgestattet und so die Frachtkapazität um 30 Prozent erhöht. Als erstes Schiff wurde bis Juni 2025 die Stena Foreteller umgebaut.

## Übersicht
| Stena 4Runner Mk II | Stena 4Runner Mk II | Stena 4Runner Mk II | Stena 4Runner Mk II                              | Stena 4Runner Mk II                                           |
| Bauname             | Bau- nummer         | IMO- Nummer         | Kiellegung Stapellauf Ablieferung                | Umbenennungen und Verbleib                                    |
| ------------------- | ------------------- | ------------------- | ------------------------------------------------ | ------------------------------------------------------------- |
| Stena Foreteller    | RO123-1             | 9214666             | 1. Februar 2000 14. Oktober 2000 7. Mai 2002     | Cetam Massilia (2002) → Stena Foreteller (2003) → so in Fahrt |
| Stena Forecaster    | RO123-2             | 9214678             | 12. Juli 2000 26. Dezember 2000 24. April 2003   | so in Fahrt                                                   |
| Stena Forerunner    | RO123-3             | 9227259             | 27. Dezember 2000 24. April 2001 29. August 2003 | so in Fahrt                                                   |